# Horizon Call of the Mountain
Horizon Call of the Mountain (в официальной русской локализации — «Horizon Зов горы») — компьютерная игра в жанре action-adventure, разработанная Guerrilla Games и Firesprite. Является спин-оффом серии Horizon. Игра издана Sony Interactive Entertainment в феврале 2023 года в качестве одного из проектов стартовой линейки шлема виртуальной реальности PlayStation VR2.

## Сюжет
Главным героем игры является Риас, воин Карха Тьмы. Во время путешествия Риас встречает множество персонажей из предыдущих частей франшизы, в том числе Элой.

## Геймплей
Horizon Call of the Mountain представляет собой приключенческую игру с видом от первого лица. Риас, главный герой игры, вооружен охотничьим луком, который можно использовать для борьбы с различными роботизированными существами. Хотя игра по большей степени линейна, у игроков будет несколько развилок и вариантов для исследования. По мере продвижения игрок будет открывать дополнительные инструменты и механизмы, что позволит «прокачать» своего персонажа и сделать более эффективным в бою. В дополнение к основному сюжету в игре также есть кинематографический режим под названием «Прогулка по реке», представляющий собой экскурсию по игровому миру.

## Разработка
Horizon Call of the Mountain была разработана студией Guerrilla Games, ответственной за Horizon Zero Dawn и Horizon Forbidden West, и Firesprite, которая уже работала над играми для виртуальной реальности, включая The Playroom и The Persistence. Анонс игры состоялся на пресс-конференции Sony CES 2022 в январе 2022 года. Она входит в стартовую линейку игр для PlayStation VR2.

## Отзывы критиков
| Сводный рейтинг     | Сводный рейтинг |
| Агрегатор           | Оценка          |
| ------------------- | --------------- |
| Metacritic          | 79/100          |
| OpenCritic          | 81/100          |
| Иноязычные издания  |                 |
| Издание             | Оценка          |
| Destructoid         | 8/10            |
| Edge                | 8/10            |
| Eurogamer           | Recommended     |
| Game Informer       | 6,75/10         |
| GamePro             | 75/100          |
| GameSpot            | 7/10            |
| GamesRadar+         | [ 16 ]          |
| IGN                 | 7/10            |
| Push Square         | 7/10            |
| The Daily Telegraph | [ 19 ]          |
| VG247               | [ 20 ]          |

Horizon Call of the Mountain получила преимущественно положительные отзывы, согласно агрегатору рецензий Metacritic. Игровая пресса высоко оценила качество графики, внимание к деталям, тактильную отдачу от натяжения тетивы лука и назвала игру хорошей демонстрацией возможностей PlayStation VR2. Критике от различных изданий подвергались различные детали, такие как сюжет, неудобное управление, реализация механик скалолазания и излишняя простота игрового процесса.